# Romuald Bauerreiß
Romuald Bauerreiß OSB (* 6. November 1893 in München als Johann Baptist Bauerreiß; † 22. Juni 1971 in München) war ein deutscher römisch-katholischer Theologe, Historiker, Autor, Bibliothekar und Mitglied der Benediktiner-Abtei St. Bonifaz (München).
Sein Forschungsschwerpunkt als Historiker war die Bayerische Kirchengeschichte. Das von ihm publizierte siebenbändige Handbuch ist ein Standardwerk. Bauerreiß verfasste über 10 Bücher, 30 Aufsätze, 50 Zeitschriftenbeiträge und Festschriften und zahlreiche Artikel in Lexiken, beispielsweise dem Reallexikon zur Deutschen Kunstgeschichte.

## Leben
Bauerreiß war von 1937 bis 1971 als Bibliothekar für die Klosterbibliothek verantwortlich.
Zur Zeit des Nationalsozialismus stand er in Kontakt mit Mitgliedern der Weißen Rose. Hans Scholl und Alexander Schmorell arbeiteten 1942 nach einer Vermittlung durch Carl Muth, den Herausgeber der Zeitschrift Hochland, in der Bibliothek.
Scholl und Schmorell unterstützte ihn dabei, wertvolle Beständen der Bibliothek ohne Wissen des damaligen Abts Bonifaz Wöhrmüller sicherzustellen, als die staatliche Auflösung des Konvents drohte. Bauerreiß war Ehrenmitglied der KBStV Rhaetia München.
Romuald Bauerreiß ist in der Krypta der Abteikirche St. Bonifaz bestattet.

## Auszeichnungen
- Bayerischer Verdienstorden (15. Dezember 1959)

## Veröffentlichungen (Auswahl)

### Publikationen in Buchform
- Pie Jesu. Das Schmerzensmannbild und sein Einfluß auf die mittelalterliche Frömmigkeit, München 1931.
- Sepulcrum Domini. Studien zur Entstehung der christlichen Wallfahrt auf deutschem Boden, München 1936.
- Arbor Vitae. Der „Lebensbaum“ und seine Verwendung in Liturgie, Kunst und Brauchtum des Abendlandes, München 1938.
- Fons sacer. Studien zur Geschichte des frühmittelalterlichen Taufhauses auf deutschsprachlichem Gebiet (= Bayerische Benediktinerakademie (Hrsg.): Abhandlungen der Bayerischen Benediktinerakademie, Band 6), München-Pasing 1949.
- Kirchengeschichte Bayerns:
  - Band 1, Von den Anfängen bis zu den Ungarneinfällen, St. Ottilien 1949.
  - Band 2, Von den Ungarneinfällen bis zur Beilegung des Investiturstreites (1123), St. Ottilien 1950.
  - Band 3, Das XII. Jahrhundert, St. Ottilien 1951.
  - Band 4, Das 13. und 14. Jahrhundert, St. Ottilien 1953.
  - Band 5, Das 15. Jahrhundert, St. Ottilien 1955
  - Band 6, Das sechzehnte Jahrhundert, Augsburg 1965.
  - Band 7, 1600–1803, Augsburg 1970.
- Der heilige Berg Andechs. Geschichte und Führung (= Große Kunstführer, Band 19), München 1955.
- Das „Lebenszeichen“. Studien zur Frühgeschichte des griechischen Kreuzes und zur Ikonographie des frühen Kirchenportals (= Veröffentlichungen der Bayerischen Benediktinerakademie, Band 1), Birkeneck bei Freising 1961.
- Das Kleeblatt des heiligen Patrik, München 1961/62.
- Stefanskult und frühe Bischofsstadt (= Veröffentlichungen der Bayerischen Benediktinerakademie, Band 2), München 1963.

### Beiträge in Sammelwerken
- Das Kloster Isen als Kultstätte, für die das Sakramentar geschrieben wurde. In: Alban Doid, Leo Eizenhöfer (Hrsg.): Das Prager Sakramentar, Beuron 1949, Band II, S. 37–43.
- „München – Altheim“. Studien zur frühesten Geschichte der Landeshauptstadt München. In: Adolf Wilhelm Ziegler (Hrsg.): Monachium. Beiträge zur Kirchen- und Kulturgeschichte Münchens und Südbayerns anlässlich der 800-Jahrfeier der Stadt München 1958, München 1958, S. 87–118.
- Der Andechser Heiligenhimmel. In: Georg Schwaiger: Bavaria Santa. Zeugen christlichen Glaubens in Bayern. Band 2. Regensburg 1971, S. 113–129.

### Zeitschriftenartikel
- Der „gregorianische“ Schmerzensmann und das „Sacramentum Sancti Gregorii“ in Andechs. In: Studien und Mitteilungen zur Geschichte des Benediktinerordens und seiner Zweige (SMGB), 1926, Jahrgang 44, Neue Folge 13, Salzburg, S. 57–79.
- Andechs und die heilige Elisabeth von Thüringen. In: SMGB, 1928, Jahrgang 46, S. 300–305.
- Die geschichtlichen Einträge des „Andechser Missale“ (Clm. 3005). Texte und Untersuchung. In: SMGB, 1929, Jahrgang 47, S. 52–90, 433–447.
- Bischof Matthäus von Freising 1138? In: SMGB, 1930, Band 48, S. 202–205.
- Seeon in Oberbayern, eine bayerische Malschule des beginnenden XI. Jahrhunderts. In: SMGB, 1932, Jahrgang 50, S. 529–555.
- Die „Vita SS. Marini et Anniani“ und Bischof Arbeo von Freising (765-783). In: SMGB, 1933, Band 51, S. 37–49.
- Kloster Sankt Georgen im Schwarzwald, ein Reformmittelpunkt Südostdeutschlands im beginnenden 12. Jahrhundert. In: SMGB, 1935, Jahrgang 52, München, S. 47–56.
- Zur Gründungsgeschichte von "Weih-Sankt-Peter" in Regensburg. In: SMGB, 1938, Band 56, S. 104–108
- Nochmals das Bistum Neuburg-Staffelsee. In: Zeitschrift für bayerische Landesgeschichte, 1943/1944, Nummer 14, S. 391–396.
- „Servus servorum Dei“ als Titel frühmittelalterlicher baiuvarischer Äbte. In: SMGB, 1955, Jahrgang 66.
- Spirensia. Zur Erinnerung an D. B. von Haneberg, Bischof von Speyer. In: SMGB, 1960–1961, Band 71, S. 138–150.
- Das Kleeblatt des Heiligen Patrik. In: Seanchas Ard Mhacha, 1961/1062, Band 4, Heft 2, S. 92–94.
- Ein „Lateranpalast“ in Altbayern (Regensburg). In: SMGB, 1963, Band 23, Heft 1, S. 101–108.[3]
- Altbayrische Hachilingen als Bischöfe von Langres in Burgund. Ein Beitrag zur Frühgeschichte Schäftlarns. In: Bayerische Benediktinerakademie (Hrsg.): SMGB, 1964, Jg. 75, S. 254–261; mgh-bibliothek.de (PDF; 0,5 MB).
- Die Siegburger Klosterreform in Regensburg, die Kaiserchronik, das Rolandslied und der Pfaffe Konrad’. In: SMGB, 1971, Jahrgang 82, S. 334–343. mgh-bibliothek.de (PDF).
- Über den Mönch Engilmar von Niederharthausen (NDBY), später Bischof von Parenzo (XI.S.) und sein Benediktionale. In: Zeitschrift für bayerische Landesgeschichte, 1972, Band 35, S. 31–39; digitale-sammlungen.de

### Lexikonartikel
- Neuburg im Staffelsee. In: Lexikon für Theologie und Kirche. 1. Auflage. 7. Band. Herder, Freiburg i. B. 1934.
- Romuald Bauerreiß: Gerhard. In: Neue Deutsche Biographie (NDB). Band 6, Duncker & Humblot, Berlin 1964, ISBN 3-428-00187-7, S. 273 (Digitalisat).
- Korbinian. In: Lexikon für Theologie und Kirche. 2. Auflage. 6. Band. Herder, Freiburg i. B. 1961, Spalte 550 f.
- Johann Kirchinger: Romuald Bauerreiß. In: Biographisch-Bibliographisches Kirchenlexikon (BBKL). Band 42, Bautz, Nordhausen 2021, ISBN 978-3-95948-505-0, Sp. 98–101 (Artikel/Artikelanfang im Internet-Archive).